# Santa-Maria-Siché
Santa-Maria-Siché (korziško Santa Maria è Sichè) je naselje in občina v francoskem departmaju Corse-du-Sud regije - otoka Korzika. Leta 1999 je naselje imelo 357 prebivalcev.

## Geografija
Kraj leži v zahodnem delu otoka Korzike 33 km vzhodno od središča Ajaccia.

## Uprava
Santa-Maria-Siché je sedež istoimenskega kantona, v katerega so poleg njegove vključene še občine Albitreccia, Azilone-Ampaza, Campo, Cardo-Torgia, Cognocoli-Monticchi, Coti-Chiavari, Forciolo, Frasseto, Grosseto-Prugna, Guargualé, Pietrosella, Pila-Canale, Quasquara, Serra-di-Ferro, Urbalacone in Zigliara s 6.393 prebivalci.
Kanton Santa-Maria-Siché je sestavni del okrožja Ajaccio.
1. ↑  »Populations légales 2016«. Nacionalni inštitut za statistične in gospodarske raziskave. Pridobljeno 25. aprila 2019.